# Giacomo Carneo
Giacomo Carneo (fl. XVII-XVIII secolo) è stato un pittore italiano.

## Biografia
Figlio del pittore Antonio, è documentato dal 1687 al 1725: per la prima volta è citato il 25 agosto 1687 per aver percepito dal conte Caiselli di Udine, protettore del padre, 10 scudi, verosimilmente per un lavoro fatto.
Tra il 1706 e il 1717 è nominato più volte negli atti della fabbrica della chiesa di San Zenone di Fossalta, per crediti relativi a interventi di restauro o di completamento della pala d'altare dipinta dal padre nel 1690. De Renaldis e altri storici gli attribuiscono la pala con la Vergine del Carmine col Bambino, Sant'Antonio Abate, Sant'Antonio di Padova, San Lorenzo nella chiesa di San Giacomo di Udine del 1725.
Le uniche opere firmate sono quelle di proprietà Dal Bo di Cordignano (TV): si tratta di tre quadretti, con la Vergine, Gesù Bambino e una Santa in preghiera, firmati "Carnei filius fecit", come riportato da Rizzi. Sono certamente esercitazioni giovanili, che hanno la freschezza e i limiti degli ex voto.
A Giacomo Carneo sono state attribuite le opere riportate di seguito, tutte che erano presenti a Udine e provincia, ma ora andate perdute:
- Cristo e l'adultera, Chiesa delle convertite
- Madonna col Bambino e San Giuseppe, Istituto Renati
- Pala con San Antonio, Chiesa di San Francesco
- San Gottardo con Angeli, Chiesa di San Gottardo
- Gesù con la Maddalena, Chiesa di San Gottardo
- Gesù coi due discepoli pellegrini, Chiesa di San Gottardo
- Vergine, San Pietro, San Paolo e altri santi, Chiesa di Bressa di Campoformido (UD).

Sono invece conservate tuttora nella chiesa delle dimesse di Udine una Santissima Trinità ed un'Annunciazione.